# Madridejos (Cebu)

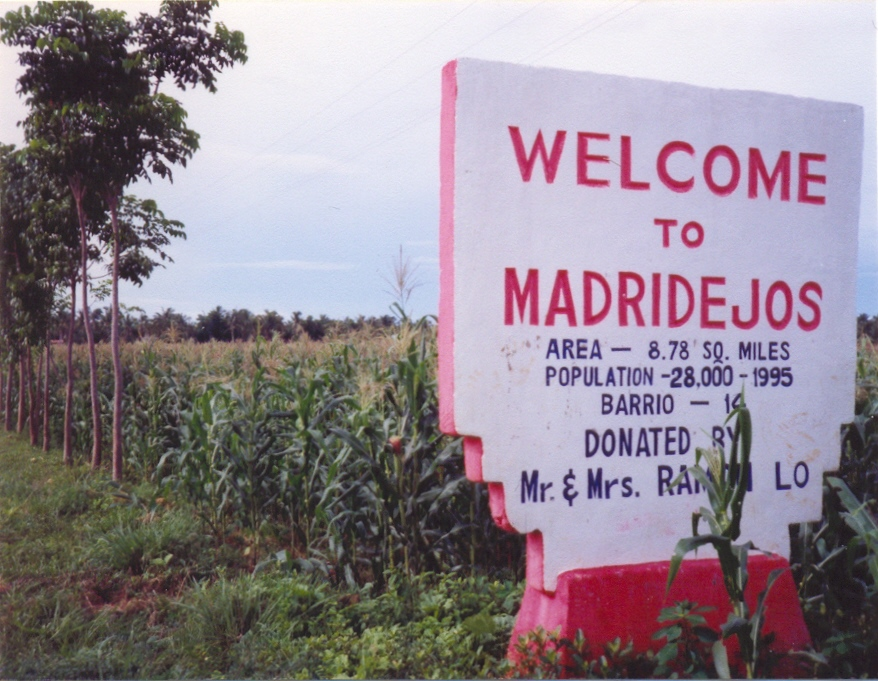
Hinweisschild am Ortseingang von Madridejos

Madridejos ist eine philippinische Stadtgemeinde in der Provinz Cebu.

## Geografie
Madridejos ist eine der drei Stadtgemeinden auf den Bantayan-Inseln, die westlich der Nordspitze der Insel Cebu liegen. Sie grenzt im Süden an Bantayan und in allen anderen Himmelsrichtungen an die Visayas-See.

## Baranggays
Madridejos ist politisch in 14 Baranggays unterteilt.
- Bunakan
- Kangwayan
- Kaongkod
- Kodia
- Maalat
- Malbago
- Mancilang
- Pili
- Poblacion
- San Agustin
- Tabagak
- Talangnan
- Tarong
- Tugas

## Verkehr
Der Ort kann von Cebu City über Santa Fe mit dem Boot erreicht werden. Eine andere Verbindung führt über die Straße zum Hagnaya-Kai in Cebu City, von dort mit der Fähre nach Santa Fe auf der Insel Batayan und von dort etwa eine Stunde mit dem Bus nach Madridejos.

## Regelmäßige Veranstaltungen
Der Festtag der Gemeinde wird jedes Jahr am 8. Dezember gefeiert.

## Referenz
- Amtliche Website von Cebu